# Trampofoil

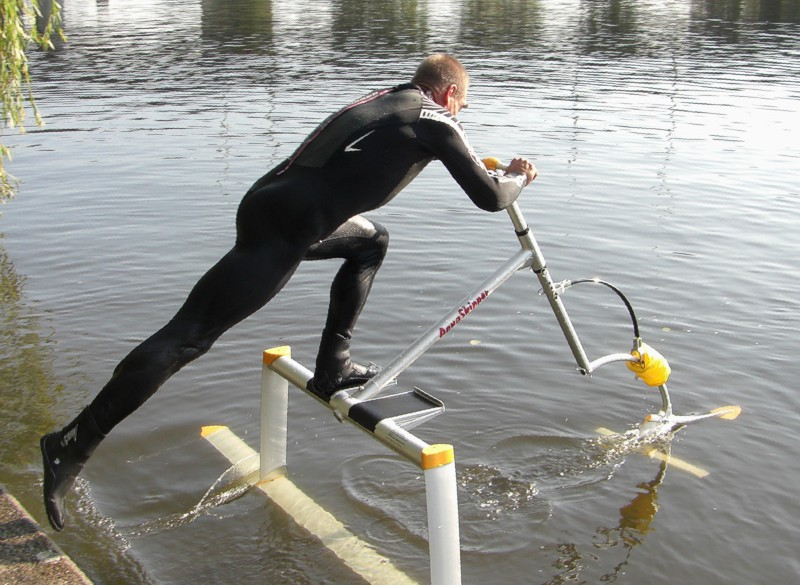
En trampofoil

Trampofoil är en maskin som tar sig fram genom vatten genom att piloten hoppar upp och ner. Bärkraften kommer av en vinge under vattnet, och en mindre vridbar framvinge kontrollerar balansen i tippled.